# Aquarion
Aquarion (創聖のアクエリオン?, Sousei no Akuerion, letteralmente Aquarion della Sacra Genesi), è una serie anime composta da 26 episodi creata da Shōji Kawamori e prodotta dalla Satelight, che l'emittente TV Tokyo ha trasmesso in Giappone dal 4 aprile al 26 settembre 2005, mentre è stato trasmesso per la prima volta in Italia da MTV dal 14 febbraio all'8 agosto 2006. È andato inoltre in onda dal 10 aprile 2009 su Videostar, televisione regionale lombarda, il venerdì alle 21:00, e poi su Più Blu Lombardia, altra emittente locale.
Si tratta di una serie di fantascienza ambientata in una Terra del futuro, in cui gli esseri umani si trovano costretti a combattere contro la specie mitologica degli Angeli delle Tenebre. L'umanità può contare sul robot gigante Aquarion, che nasce dalla fusione di tre veicoli volanti chiamati Vector. Gli unici a poter pilotare queste portentose macchine sono gli Element, individui dotati di poteri speciali.
Dall'anime è stato tratto un manga spin-off, due OVA e un film. A gennaio 2012 è iniziata nuova serie intitolata Aquarion Evol, prodotta da Satelight e 8-Bit e precedentemente annunciata il 25 febbraio 2011. A giugno 2015, per festeggiare il decennale della serie, sono stati realizzati un OAV speciale in cui si incontrano gli element della serie originale e di Evol e una nuova stagione intitolata Aquarion Logos.

## Trama
La Terra risulta devastata da una catastrofe, denominata la "Grande Catastrofe", avvenuta undici anni prima, che distrusse una parte significativa del mondo ed uccise numerosi abitanti. La catastrofe fu accompagnata dallo scioglimento dei ghiacciai che ha riportato alla superficie Atlandia e con essa i suoi abitanti, gli Angeli delle Tenebre, una specie alata che era rimasta latente per 12.000 anni. Lo scopo di queste creature è quello di rapire gli esseri umani, chiamati con disprezzo Esseri senza ali, al fine di estrarne il prana, la loro bioenergia, indispensabile per la sopravvivenza ed il sostentamento degli Angeli delle Tenebre.
La popolazione mondiale si trova così a dover subire continui attacchi da parte delle Bestie mietitrici, ovvero enormi esseri capaci di catturare con estrema facilità gli esseri umani. Queste particolari macchine sono spesso accompagnate da giganteschi robot, chiamati Soldati Cherubim.
Contro questo potente nemico le armi convenzionali sono del tutto inefficaci, spetta quindi alla DEAVA, sotto il comando di Gen Fudo, proteggere l'umanità intera. La DEAVA grazie all'utilizzo degli ultimi ritrovati tecnologici e, soprattutto, alle Vector Machine ritrovate sul fondo dell'oceano, funge così da ultimo baluardo degli uomini.
I tre Vector, chiamati Vector Luna, Vector Mars e Vector Sol, sono in grado di unirsi dando origine all'Angelo Meccanico Aquarion, un gigantesco robot. I Vector possono essere pilotati solo da esseri umani speciali detti Element, dotati di poteri paranormali e con l'innata capacità di resistere ai poteri ipnotici che gli Angeli delle Tenebre esercitano sulle vittime al fine di catturarle facilmente.
Nel formare l'Aquarion, ciascun Vector costituisce una parte diversa del robot: 
- la parte superiore, detta "posizione di testa", che forma il capo, il torso e gli arti superiori dell'Aquarion, ed è la posizione che conferisce all'Element che pilota il Vector un controllo maggiore del robot;
- la parte inferiore, comprendente bacino e arti inferiori;
- la schiena, in cui il Vector assume la forma di due ali che possono eventualmente fungere da secondo paio di braccia.

Per unire i Vector nell'Aquarion, i tre Element devono dare il via a un processo denominato Fusione, durante il quale essi fondono i rispettivi chakra inducendo i Vector a unirsi. Durante il processo i tre Element avvertono un'eccitazione quasi sessuale.
Verso la fine della serie fanno la propria comparsa anche i Vector da assalto, nati dalla collaborazione fra la DEAVA e le Nuove Nazioni Unite. Questi Vector, caratterizzati dal colore nero, hanno la stessa struttura base dei Vector originali, ma, a differenza di questi, quando si fondono nell'Aquarion sono equipaggiati con armi da fuoco (cannoni e missili), invece che con armi tradizionali (spada o arco). I Vector da assalto prendono il nome di Vector Alpha (corrispondente al Vector Sol), Vector Delta (corrispondente al Vector Luna) e Vector Omega (corrispondente al Vector Mars).

## Configurazioni dell'Aquarion
Aquarion è soprannominato anche l'Angelo Meccanico, è un mecha che è formato da tre unità chiamate Vector, dall'aspetto simili a delle piccole navette spaziali che unite formano la macchina umanoide, l'unica arma che il genere umano può usare per contrastare la forza degli Angeli delle Tenebre. L'energia di Aquarion è alimentata dal Prana la forza vitale degli esseri viventi e infatti i Vector possono essere pilotati solo dagli Element in quanto sono capaci di sprigionare una maggiore quantità di Prana rispetto a una persona normale. I Vector si uniscono in Aquarion tramite il processo chiamato Fusione che oltre alla combinazione meccanica dei tre elementi si esprime nella fase iniziale in un'unione dello stato emozionale dei tre Element. In genere gli Element in fase di pilotaggio indossano delle divise chiamate Element Suit nella sala comandi della base del DEAVA esiste una macchina per il teletrasporto che permette a un Element di tornare alla base dalla cabina di pilotaggio del Vector facendosi sostituire da un altro Element direttamente dalla base stessa. Durante la Fusione solo uno dei tre Vector può assumere il comando una volta che si unificano tutti e tre in Aquarion ovvero il Vector che assume la posizione di testa inoltre Aquarion riflette e riproduce i poteri caratteristici degli Element.

### Configurazioni di base
Solar Aquarion
Ha in posizione di testa il Vector Sol, il Vector Mars per la parte inferiore e il Vector Luna per le ali. Corrisponde alla configurazione di base più equilibrata dell'Aquarion ed ha come caratteristica quella di possedere le Ali del Sole sul dorso. Ha un aspetto massiccio e con un baricentro molto basso, che ricorda quello di un classico samurai. Questa configurazione, utilizzata principalmente da Apollo, ha come colpo caratteristico il "Mugen (Infinito) Punch", un pugno che si estende all'infinito. Negli episodi 24 e 25, il Solar Aquarion viene creato utilizzando il Vector Omega al posto del Vector Mars.
Aquarion Luna
Caratterizzato dal Vector Luna che occupa la posizione di testa, il Vector Sol per la parte inferiore e il Vector Mars per le ali. Con un aspetto agile e vagamente femminile, è la configurazione di base tipicamente usata da Silvia e Reika ed è ideale per il combattimento a distanza. Questo Aquarion dispone di un arco gigante con le rispettive frecce.
Aquarion Mars
La posizione di testa è occupata in questo caso dal Vector Mars, mentre il Vector Luna e il Vector Sol sono rispettivamente le gambe e le ali. Questa configurazione è la forma più veloce di Aquarion. Ha un aspetto slanciato con delle gambe lunghissime. Essa viene prediletta da Sirius e da Pierre i quali possono rispettivamente impiegare una grande spada o l'attacco "Fire Kick", reso possibile grazie alle lunghe gambe di questo Aquarion.

### Configurazioni d'assalto
Aquarion Alpha
È la configurazione equivalente del Solar Aquarion, ma nasce dall'unione dei Vector da assalto con il Vector Alpha in testa. Come il Solar Aquarion può avere sul dorso le ali del Sole, ma non hanno lo stesso potere che hanno quelle dell'Aquarion originale. La testa è abbastanza simile a quella dell'Aquarion Mars con una visiera sugli occhi. La sua arma principale è un grosso fucile. Da questa configurazione, l'Aquarion può assumere quella Walker Formation senza la necessità di separare e riunire i Vector.
Aquarion Delta
Corrisponde all'Aquarion Luna formato però dai Vector da assalto con il Vector Delta in posizione di testa. Questa configurazione è specializzata nei combattimenti a lunga distanza grazie all'uso di missili che può lanciare attraverso l'arco del Vector Delta. Può anche utilizzare le armi dell'Aquarion Omega che sono montate nella stessa parte dei missili.
Aquarion Omega
È l'equivalente dell'Aquarion Mars nato dalla fusione dei Vector da assalto con la posizione di testa occupata dal Vector Omega. L'arma principale è rappresentata da una coppia di armi da fuoco. Da questa configurazione è possibile passare alla Configurazione Armageddon senza la necessità di separare e rieffettuare la fusione dei Vector.
Configurazione Assault Walker
Questa configurazione appare come un jet con le gambe ed è utilizzata per effettuare spostamenti rapidi. Da questa configurazione si può passare all'Aquarion Alpha senza la necessità di separare e riunire i Vector.
Configurazione Armageddon
In questa configurazione i Vector da assalto si uniscono dando origine ad una specie di ragno a 6 gambe alla cui sommità è posizionato il cannone PSG dell'Aquarion Alpha. Questa struttura è necessaria perché il cannone PSG per poter fare fuoco alla sua massima potenza necessita di una base salda al terreno. Da questa configurazione è possibile assumere quella dell'Aquarion Omega senza la necessità di separare e riunire i Vector.

### Altre configurazioni
Aquarion Soluna
Compare solo nel 13º episodio quando, dopo la perdita delle braccia del Solar Aquarion e la rottura della fusione, Reika, Tsugumi e Pierre fondono i rispettivi Vector dando origine all'Aquarion Soluna. Questa configurazione è molto simile all'Aquarion Luna, tranne per il fatto che il Vector Sol, invece di creare le gambe, crea il torace del robot, mentre il Vector Luna forma testa e arti superiori. A causa della composizione, questo Aquarion è sprovvisto di ali e risulta essere la più alta tra le varie configurazioni. I suoi poteri sono simili a quelli dell'Aquarion Luna.
Aquarion Angel
Si tratta di un ibrido tra l'Aquarion Omega dell'esercito e l'Aquarion Mars della DEAVA. La parte superiore è composta dal Vector Omega, mentre la parte inferiore e le ali sono formate rispettivamente dal Vector Luna e dal Vector Sol. Questa configurazione appare nelle puntate 23 e 24. Nello scarso tempo in cui questa configurazione appare, essa dimostra di avere poteri più simili all'Aquarion Mars che all'Aquarion Omega.
Cherubim Mars
Non è propriamente un Aquarion, bensì la fusione tra il Vector Mars e il Soldato Cherubim degli Angeli delle Tenebre. Questa configurazione appare a partire dalla puntata 22.
Beast Solar Aquarion
Questa configurazione appare nell'ultimo OAV rilasciato per i 10 anni della serie. In questa configurazione Apollo trasforma il Solar Aquarion in un lupo che ha per zampe anteriori il Vector Mars, il Vector Luna come zampe posteriori e il Vector Sol che forma la testa, mentre la coda è formata da un Mugen Punch parzialmente esteso.

## Personaggi

### DEAVA
È l'organizzazione che ha il controllo esecutivo su Aquarion di conseguenza è l'unico ente in grado di difendere la Terra e la popolazione umana dagli Angeli delle Tenebre. Può contare su tecnologie estremamente avanzate, ma non è propriamente un'organizzazione paramilitare, infatti il principale compito del DEAVA è quello di rintracciare gli Element e addestrarli per perfezionare il controllo del Prana in modo da renderli dei perfetti piloti per i Vector. Gli Element in base alle qualità e ai risultati vengono divisi in due squadre: quella principale che ha il compito di pilotare i Vector in battaglia, e quella secondaria che viene impiegata solo in caso di emergenza.
Apollo
Apollo è il protagonista di Aquarion. Salvato da quello che poi diventerà il suo migliore amico, Baron, trascorre l'infanzia in un gruppo di bambini senza casa. 
Non ricorda nulla del suo passato, infatti lo stesso nome, Apollo, gli fu dato dall'amico. Indicato da Rena come possibile Element e reincarnazione dell'angelo delle tenebre Apollonius, viene rintracciato ad Arc City da Pierre e Silvia, ma li seguirà solo in seguito alla cattura dei suoi amici da parte della bestia mietitrice.
Apollo ha uno spirito nobile e un cuore puro, sebbene questa parte di lui resti spesso nascosta dietro un atteggiamento rozzo e aggressivo, a tratti anche animalesco, tanto da ricordare un cane randagio, infatti cammina indifferentemente a due o quattro zampe e mangia qualunque cosa gli capiti a tiro. Questo suo comportamento fa in modo che si dubiti della sua natura fino all'ultimo. Ha ricevuto in dono un incredibile istinto naturale, uno sviluppatissimo senso olfattivo (tanto da distinguere gli odori a livello subatomico) e un'ottima vista. Nel corso della serie instaura con Silvia un rapporto di odio/amore, costellato di litigi e risse che sfocerà in un sentimento più elevato verso le ultime puntate. Apollo non ha ricordi della sua vita precedente e questo creerà dei forti contrasti tra lui e Sirius, in quanto quest'ultimo è convinto di essere la vera reincarnazione di Apollonius. Contrariamente agli altri Element lui non usa il Prama in maniera distinta sebbene ne abbia in quantità superiori rispetto agli altri, a volte quasi non del tutto consciamente riesce a liberarlo sotto forma di esplosione di energia. Indubbiamente si afferma come l'Element migliore in quanto unico che alla guida dell'Aquarion riesce per ben due volte a sconfiggere l'angelo delle tenebre Toma quando egli pilotava i Soldati Cherubim. In Aquarion Evol si scoprirà che in realtà è la reincarnazione di Pollon, il cane alato di Apollonius, spiegando il suo comportamento animalesco e il suo olfatto sopraffino, inoltre ciò giustifica la sua grande abilità nel pilotare l'Aquarion dove si è reincarnata una parte dell'anima del suo vecchio padrone con cui riesce a comunicare più volte durante la serie.
Doppiato da Paolo De Santis.
Silvia de Alisia
Protagonista femminile di Aquarion. Silvia è la principessa secondogenita degli ex regnanti di Alisia, deceduti in un incendio, e la reincarnazione di Celiane, la donna umana amata da Apollonius. Ha una forte dipendenza e ammirazione per il fratello maggiore, Sirius, che considera la vera reincarnazione di Apollonius e di cui è molto gelosa. Ciò la porta ad essere costantemente in conflitto con Apollo, che considera un impostore e un selvaggio. Verrà spesso chiamata da lui "principessa fessa". Con il passare della serie maturerà molto, arrivando ad accettare i veri sentimenti di amore che nutre per il ragazzo e a staccarsi dal fratello.

Silvia possiede un'ala sul braccio sinistro, segno della sua appartenenza alla stirpe di Apollonius, che tiene nascosta sotto uno speciale bracciale. Pur essendo uno spirito romantico tende ad avere atteggiamenti spesso mascolini. È dotata di una forza sovrumana e del potere sia della telecinesi che della psicocinesi. Il suo libro preferito è Alice del paese delle meraviglie di L. Carroll e il suo cibo preferito è la torta di fragole. Vive circondata dai suoi peluche.
Doppiata da Debora Magnaghi.
Sirius de Alisia
Fratello maggiore di Silvia, Sirius si definisce un esteta e un perfezionista. Abile spadaccino, capace di convogliare nella sua spada il Prama. È considerato da tutti, incluso se stesso la reincarnazione di Apollonius, sino all'arrivo di Apollo. Sirius si dimostrerà molto astioso verso quest'ultimo, sia per il suo stile di vita molto distante dai suoi canoni, sia per la gelosia che nutre nei suoi confronti e che lo porterà verso la fine della serie a tradire i compagni per accostarsi agli angeli delle tenebre. Sirius possiede come la sorella un'ala, ma sul braccio destro, segno della sua appartenenza alla stirpe di Apollonius, che nasconde sotto uno speciale bracciale. Ha un rapporto molto speciale con Reika. Ha sempre avuto un rapporto distante con i suoi compagni. Scopre poi di non essere la reincarnazione di Apollonius, ma bensì insieme a Silvia la seconda metà della reincarnazione di Celiane. Pentitosi del suo tradimento si schiera nuovamente contro gli Angeli delle Tenebre, infine impara a rispettare Apollo, infatti imparando a vedere oltre le loro differenze i due diventano buoni compagni.
Doppiato da Patrizio Prata.
"Reika" Hong Lihua
Una ragazza sensitiva che crede di provocare la sfortuna sua e di quelli che la circondano. Reika tenta in tutti i modi di allontanare le persone da sé, ad eccezione di Sirius, che pare interessato a lei. Ciò la porta ad essere malvista dalla sorella di questi, Silvia. In seguito all'incidente in cui rimarrà ferito Glen, Reika non riuscirà più ad effettuare con successo la fusione per molti episodi. Tsugumi la considera la sua sempai ed è innamorata di lei. In Uragiri No Tsubasa occuperà una posizione di rilievo rispetto all'anime.
Doppiata da Marcella Silvestri.
Pierre Vieira
In passato una stella del calcio brasiliana, Pierre è un Element iperattivo, con un livello di serotonina doppio rispetto a quello dei compagni. Con la sua continua ricerca di una ragazza con cui flirtare, Pierre nasconde il dolore per la perdita di un amore passato, tale Esperance, e del suo seguente matrimonio con il fratello di lui, Lopez. Proprio a causa di questo sentimento, ha sofferto per un breve periodo di una dipendenza da fusione. In linea con la sua passione per il calcio, usa il Prana per assestare potenti calci con i quali genere delle potenti emissioni di energia, e quando pilota l'Aquario come posizione di testa il suo attacco “Fire Kick” è una perfetta combinazione della sua passione per il calcio e il suo temperamento “focoso”. Nonostante la sua continua ricerca di flirt e i suoi atteggiamenti da libertino, Pierre è tra gli element più lucidi, capace di stringere rapporti anche con persone in conflitto tra di loro, come Apollo e Silvia. Mostra un sincero interessamento per Cloe.
Doppiato da Gianluca Iacono.
Chloe e Kurt Klick
Sono due fratelli gemelli in grado di comunicare telepaticamente. Raramente partecipano al combattimento, preferendo invece il controllo e monitoraggio dei computer della DEAVA nella sala di comando. Chloe è apparentemente molto seria e non parla molto con le persone, mentre Kurt, sebbene simile, è meno rigido, inoltre Chloe ha una cotta per Pierre anche se si rifiuta di ammetterlo. Kurt non sembra avere di Apollo una grande considerazione.
Tsugumi Rosenmeier
Ha 15 anni, ed è una nuova Element insieme ad Apollo e Jun. Ha un carattere timido, un po' pauroso, forse a causa del suo passato tormentato, infatti è stata fin da piccola emarginata da tutti a causa del suo potere distruttivo: se il suo battito cardiaco aumenta per la paura o l'eccitazione, come quando Reika le sta vicino, non controlla il Prana e quindi gli oggetti che le stanno attorno esplodono o vanno in tilt. Nell'episodio 8, Tsugumi sente parlare della Fusione, e il pensiero diventa una vera e propria ossessione. Quando però viene chiamata a combattere, si ritira a piangere, tormentata dai ricordi. Al suo posto si offrono prima Pierre ed in seguito Reika, i quali vengono duramente colpiti. In quel momento, Tsugumi si rende conto di non essere più sola, e che tutti guidati da Reika, l'hanno letteralmente tirata fuori dal baratro della solitudine. Tsugumi corre in aiuto di Reika, e si teletrasporta al posto suo. Inoltre nella puntata 24 si dichiara a Reika proprio durante la battaglia, e grazie a lei si apre il portale verso Atlandia. Inoltre diventa più decisa e forte, volendo proteggere lei gli altri, in particolare Reika.
Jun Lee
Ha 14 anni e arriva alla Deava insieme a Tsugumi. È un genio dell'elettronica, hacker specializzato, otaku, maniaco del cosplay e collezionista di bamboline mana-mana. Possiede il "Terzo occhio", un potere simile alla preveggenza, che in combattimento viene usato per individuare punti deboli nell'avversario. È innamorato di Tsugumi.
Rena Rune
Apparentemente di 11 anni, questa ragazzina si rivelerà in seguito una vampira vecchia svariati secoli. È anemica, cieca e ha le gambe immobilizzate. Grazie ai compagni, particolarmente, Apollo e Silvia, riesce finalmente a mostrarsi per quello che è, senza paura. Ha una visione personale del mondo che la circonda, infatti riesce a vedere colonne d'energia al posto delle persone, o i personaggi sotto forma di disegnini animati: per esempio Apollo le appare con la coda spennacchiata da cagnolino che si lecca la zampa, Reika con le orecchie da gatto. Potenzialmente è una degli Element migliori, è stata l'unica oltre ad Apollo a pilotare la configurazione Solar Aquarion, ed è l'unica che si può teletrasportare nel Vector senza l'ausilio dei macchinari. Tra lei e Apollo c'è un po' di attrazione, cosa che scatena la gelosia di Silvia. Doppiata da Alessandra Karpoff.
Glen Anderson
Ha 17 anni ed è Il migliore amico di Reika e Sirius. Insieme, sono i primi in assoluto a fare la fusione sull'Aquarion. È quello che ne rimane più ferito dallo scontro, tant'è che entra in coma. Alla fine dell'episodio 11, Reika e Sirius vanno a portargli un mazzo di rose, ma scoprono che il ragazzo è stato trasferito alla base delle nazioni unite. Nel suo occhio verranno impiantate le piume di Futaba, un angelo catturato durante uno scontro. Riappare sotto quest'aspetto nell'episodio 23, quando per fronteggiare Sirius, che ha tradito i suoi compagni, vengono chiamati i Vector Speciali, al capo della quale c'è proprio lui. Gli effetti sono una forza e una potenza incredibili, ma la mente del ragazzo è come quella di un robot, che non ha volontà propria ma obbedisce solo agli ordini dei superiori. Reika, vedendo i suoi compagni lottare fra loro, entrambi sottomessi da qualcosa, non riesce a trattenere le urla. Glen, riuscirà a sopraffare il potere della piuma, grazie alla ragazza. Però le ultime scene in cui appare sono a dir poco tragiche. Finito lo scontro con Moroha, un angelo delle tenebre che impediva a Reika e Apollo di passare, dietro alla ragazza appare la sua figura. Reika cerca di prendergli la mano, ma non ci riesce, guardando l'immagine che sorride svanire in lontananza. Che fine faccia in realtà non si sa, ma presumibilmente muore. Invece, alla fine dell'anime viene mostrata la sua fine, mentre autodistrugge l'Aquarion Alpha per uccidere l'angelo delle tenebre Moroha.
Gen Fudo
Comandante in capo della DEAVA. Abile prestigiatore e molto saggio. Possiede inoltre una fenomenale velocità e di grande forza e sembra essere dotato di misteriosi poteri che lo rendono anche oniscente, permettendogli di vedere al di la delle cose materiali. Gen Fudo si rivelerà essere immortale. Quasi in ogni episodio recita una perla di saggezza riferita alla situazione in cui si trovano gli Element. A dirla tutta, è lui che sprona chi si trova in pericolo ad affrontare le proprie paure. Anche in situazioni critiche rimane impassibile e calmo. Riesce a leggere le impronte. Per questa sua capacità di "onniscienza" alla fine del cartone Sophia chiede come fa a sapere sempre tutto, anche le frasi che Apollonius pronunciò 12.000 anni prima. Per questo si sospetta che sia lui, il terzo pilota il cui nome è cancellato dal libro della Sacra Genesi, a bordo dell'Aquarion 12.000 anni prima insieme ad Apollonius e Celiane, che in realtà è Scorpios, fratello di Celiane precedente incarnazione di Reika. Nel sequel Aquarion Evol si scopre che il personaggio di Fudo è la reincarnazione dell'altra metà dell'angelo delle tenebre Apollonius, fermo e inamovibile, presente in ogni dove come la divinità buddista Acala, in giapponese chiamata appunto Fudo, così come spiegato da Mykage.
Sophia Belin
È un'avvenente donna di 24 anni. Il suo ruolo non è ben chiaro, ma si tratta di una figura importante all'interno della DEAVA. Gli Element oltre a combattere devono seguire lezioni come normali studenti, ed è proprio lei a ricoprire questo ruolo. Molti elementi richiamano anche a un ruolo capo-medico, e anche da psicologa: più volte parla con gli Element dei loro problemi. È certamente un personaggio di grande umanità, che si preoccupa sinceramente delle possibili sorti dei ragazzi che combattono.
Jean Jerome George
Vice-comandante della DEAVA, ha 23 anni e mostra una grande conoscenza linguistica, e una buona percezione della bellezza. Per quasi tutta la serie è piuttosto un personaggio antipatico e cinico. Fissato con le regole, al contrario di Fudo che fa tutto in modo stravagante, e certamente un po' invidioso in quanto nel primo episodio, l'uomo usurpa il posto di comandante. Negli ultimi episodi, però, non essendo presente Fudo, si ritrova a dover dare degli ordini, che comportano l'infrangimento di regole imposte dai superiori. Alla fine decide a favore dei ragazzi che vogliono partire per Atlandia a salvare Silvia, dando il consenso ad Apollo, Reika e Tsugumi di salire a bordo dei Vector.

### Angeli delle Tenebre
Esseri misteriosi dotati di poteri immensi, quasi divini. Alcuni mostrano fattezze umane, altri invece sono totalmente alieni. Disprezzano gli umani che li considerano solo parassiti e non capiscono perché Apollonius il più distruttore della loro razza, si sia innamorata di un umana. 
Si sono risvegliati dopo un sonno di 12.000 anni e, rimasti in pochi, cercano di alimentare e far crescere l'Albero della Vita, senza il quale morirebbero definitivamente. Per farlo, utilizzano le Bestie Mietitrici che ipnotizzano gli esseri umani con il loro canto e li trasportano a bordo.
Compiuto il loro dovere, esse vanno a posarsi direttamente sull'Albero che assorbe al suo interno il Prana, l'energia vitale degli esseri umani raccolti.
In combattimento, gli Angeli delle Tenebre si servono di Soldati Cherubim, mecha equivalenti dell'Aquarion, nonostante ciò gli Angeli delle Tenebre possiedono un potere così sconfinato che solo dei Soldati Cherubin particolarmente potenti possono contenere la loro forza. Altre volte fanno combattere le Bestie Leggendarie, esseri con poteri versatili e occulti che combattono traendo forza delle debolezze della natura umana.
Apollonius
L'angelo che per amore di Celiane De Alisia, una donna umana, tradì i suoi simili schierandosi contro di loro al fianco degli umani. Per combattere creò il leggendario Aquarion col quale, insieme a Celiane e Scorpios, sconfisse gli angeli delle tenebre e salvò il mondo. Dopo aver fatto ciò venne ucciso a tradimento da Scorpios. Dopo la sua morte la sua anima si scisse in due: una parte si reincarnò nello stesso Aquarion, come spiegato da Toma nell'episodio 25, mentre l'altra metà si è reincarnata in Fudo, come è rivelato nel penultimo episodio di Aquarion Evol. Era definito l'angelo distruttore e la sua ferocia verso gli umani non era seconda a nessuna dei suoi simili.
Toma
L'amante di Apollonius prima del suo tradimento per amore di Celiane. Benché una parte di lui odi Apollonius fin dal profondo del cuore, un'altra parte non riesce a dimenticarlo. Ne è prova uno dei vari flashback in cui si vedono Apollonius inchiodato ad una parete e Celiane per terra con Moroha pronto a giustiziarla: la donna sarà risparmiata solo se Apollonius tornerà da Toma ma egli, pur di salvare l'amata, si strapperà le ali lanciandosi in suo soccorso. Quelle ali verranno incastonate in un elmo, conservato da Toma gelosamente. Le sue ali sono collocate sulla testa, dietro la nuca. È cosciente del fatto che una parte dell'anima di Apollonius si è reincarnata nell'Aquarion ed è alla ricerca dell'altra metà, che crede anch'egli essere celata in Apollo.
Dopo la distruzione dell'Albero della Vita, compie la Nuova Genesi divina con Apollo e Sirius per salvare la Terra dalla sua distruzione. Nell'atto, però, scopre che Apollo non è la reincarnazione del suo amato Apollonius ma bensì quella del cane alato Pollon. L'odio e il dolore provocato da questa scoperta hanno spezzato in due la sua anima, la cui parte malvagia, l'Ombra dell'Amore, si è reincarnata in Mykage, che 12.000 anni dopo, in Evol, cerca la vendetta tentando di distruggere ogni forma di amore. Non è rivelato che fine abbia fatto l'altra metà della sua anima. Mykage verrà infine assorbito dall'ochio di Gen Fudo per potergli dare pace. Doppiato da Giorgio Bonino.
Johannes
Ha il volto coperto da una maschera di ferro e le ali incatenate ad una parete. Sembra essere il capo degli Angeli delle Tenebre, che si inchinano al suo cospetto rivolgendosi a lui con deferenza; non sembra tuttavia essere malvagio, come dimostrato dall'indulgenza nei confronti di Futaba, l'angelo bambino. Muore lasciandosi assorbire dall'Albero della Vita.
Moroha
È l'angelo delle Tenebre più sanguinario e crudele e, diversamente dagli altri che combattono per sopravvivere o per rancore verso Apollonius, lui si batte per puro odio verso gli umani. Muore nello scontro con Glen.
Futaba
È l'ultimo bambino tra gli Angeli delle Tenebre ai quali si diverte a fare scherzi. Viene catturato dagli umani dopo che Apollo lo mette fuori combattimento per essere analizzato e muore per il trauma alla vista del laser che gli preleverà una piuma. Nello OAV che è ambientato in un mondo alternativo, sembra essere ancora vivo.
Otoha
È l'unico angelo femmina che col suo canto riesce a creare varchi dimensionali. Prova un evidente amore per Toma (dai lui parzialmente ricambiato) da cui scaturisce una profondissima avversione per Apollonius, suo rivale nel cuore dell'amato. Nel finale cerca di uccidere Silvia stritolandola, ma la ragazza riesce a liberarsi e a colpirla. Si mette poi alla guida del soldato Cherubim ma morirà uccisa da Reika, Pierre e Rena a bordo dell'Aquarion Alpha. Ha quattro occhi e un corpo serpentiforme dalla vita in giù.
Doppiata da Alessandra Felletti.
Shila
È un angelo dall'aspetto di due leoni con volto umano, uno bianco con la criniera blu, l'altro nero con la criniera rossa. Molto legato a Futaba, al quale spiega spesso le usanze umane. Muore assorbito dall'Albero della Vita.
Golshi
Ha l'aspetto di un gigante, che si esprime solo attraverso ruggiti e versi animaleschi. Ha una sola ala che si trova in cima al suo cranio. Muore assorbito dall'Albero della Vita.
Lensi
È un angelo anziano con quattro braccia e una coda da rettile, che sembra essere in qualche modo incaricato della creazione delle Bestie Mietitrici e dei Soldati Cherubim. Muore assorbito dall'Albero della Vita.

### Altri personaggi
Baron
Il migliore amico di Apollo e colui che lo salvò quando erano al campo di concentramento. Insieme ne fuggirono e cominciarono a vivere nei bassifondi di Arc City, raggruppando intorno a loro altri bambini abbandonati. Viene catturato dalle bestie mietitrici nel primo episodio e in seguito risvegliato da Toma, solo per vederlo morire poco dopo, in seguito all'esplosione della sua stessa prigione. È colui che diede il nome “Apollo” al protagonista.
Chibiko e Magi
Due dei bambini del gruppo di Apollo di cui si conoscono i nomi. Alla fine verranno liberati insieme agli altri.
Celiane de Alisia
Era la principessa del Regno di Alicia e antenata di Sirius e Silvia. Di lei si sa poco e niente, tranne che fu una guerriera che guidò la rivolta degli umani contro gli angeli delle tenebre. Durante uno di questi scontri conobbe l'angelo Apollonius e se ne innamorò. Dopo la sua morte la sua anima si scinderà in due parti, una luminosa e l'altra oscura, reincarnandosi nei suoi discendenti Silvia e Sirius De Alisia.
Scorpios de Alisia
Compare soltanto nei primi due OAV. Era il fratello di Celiane de Alicia e terzo pilota dell'Aquarion 12.000 anni prima della serie. Egli era convinto che il potere delle ali degli angeli delle tenebre avrebbe concesso un grande potere all'umanità e perciò voleva l'aiuto di Apollonius. Tuttavia il suo desiderio altruista si trasformo ben presto in brama di potere personale e gelosia nei confronti di Apollonius, così, dopo aver sconfitto gli angeli delle tenebre, uccise a tradimento Apollonius e per questo suo crimine il suo nome venne rimosso dal libro della Sacra Genesi. Nella serie la sua anima si è reincarnata in Reika.

## Censure nell'adattamento italiano
L'edizione su DVD dell'anime, distribuita in Italia da MediaFilm è integrale con il doppiaggio fedele all'originale giapponese, mentre la versione trasmessa su MTV presenta alcune censure importanti nei dialoghi che sono stati opportunamente modificati:
- Riferimenti religiosi - Sono stati completamente eliminati. Nell'originale ci si riferisce alle creature leggendarie con appellativi come "Santo" e "Creatore", eliminati nel doppiaggio italiano.
- Eccitazione - Nel doppiaggio italiano, l'estrema eccitazione degli Element, provata durante il processo di Fusione, è stata molto attenuata.
- Amore omosessuale - Durante una battaglia, Toma dice ad Apollo: "Sei stato il nemico che ho sempre amato". Nella versione per MTV la frase è resa con "Sei stato il nemico che ho sempre ammirato", sebbene ci siano altri riferimenti all'amore fra Toma e Apollonius rimasti non censurati.
- Ciclo mestruale - Nell'episodio 11, Pierre chiede a Silvia, che sta sentendo freddo: "Silvia, ma non è che hai le tue cose?", e lei risponde "No, non ho le mie cose!". Su MTV il dialogo è stato modificato in: "Silvia, non ti facevo così freddolosa!", e lei risponde "Guarda che non lo sono affatto!".

## OAV
Esistono due OAV che riguardano l'universo Aquarion:
- Wings of Betrayal

"Uragiri no Tsubasa" (Le Ali del Tradimento), uscito in Giappone il 25/05/2007, è il primo OAV della serie Aquarion e va a comporre (in poco meno di due ore totali) una sorta di versione alternativa della trama. Il dvd è già disponibile ma la storia non si conclude, lasciando la fine al secondo OAV.
- Wings of Glory

"Taiyou no Tsubasa" (Le Ali della Gloria) è il secondo OAV della serie Aquarion ed è il seguito del primo.

## Episodi
| Nº | Titolo italiano Giapponese 「Kanji」 - Rōmaji | In onda           | In onda          |
| Nº | Titolo italiano Giapponese 「Kanji」 - Rōmaji | Giapponese        | Italiano         |
| 1  | I ricordi dell'angelo 「天翅の記憶」 - tenshi no kioku | 4 aprile 2005     | 14 febbraio 2006 |
| 1  | Nel futuro, la Terra è stata sconvolta da una "Grande Catastrofe" che ha devastato il pianeta e ha risvegliato gli Angeli delle Tenebre, creature alate che si nutrono del prana, ossia l'essenza vitale, degli esseri umani; tali esseri furono sconfitti dodicimila anni prima da Apollonius, un Angelo delle Tenebre che tradì i suoi simili per amore della principessa umana Celiane de Alisia, e confinati assieme alla loro capitale, Atlandia, in un'altra dimensione. Undici anni dopo il cataclisma, l'invasione degli Angeli delle Tenebre è contrastata dalla DEAVA, un'organizzazione che si serve di Element, ragazzi dotati di poteri speciali, per pilotare l'Angelo Meccanico Aquarion, un gigantesco automa creato dallo stesso Apollonius. L'Aquarion nasce dalla fusione di tre navicelle pilotate dagli Element, il Vector Sol, il Vector Luna e il Vector Mars: la fusione amplifica i poteri degli Element, conferendo all'Aquarion straordinarie abilità che variano a seconda della combinazione dei piloti, ma ha successo solo in caso di piena sintonia tra i ragazzi. Due Element, l'ex calciatore Pierre e la principessa Silvia de Alisia, reincarnazione di Celiane, vengono mandati ad Arc City per recuperare un potenziale Element, Apollo, un rozzo vagabondo che vive assieme al suo migliore amico Baron e ad altri ragazzi senza casa: Apollo, infatti, potrebbe essere la reincarnazione di Apollonius. Silvia e Pierre riescono a rintracciare Apollo, ma la missione salta a causa di un attacco improvviso degli Angeli delle Tenebre, che inviano una Bestia Mietitrice per catturare gli esseri umani; tra i prigionieri ci sono anche Baron e i bambini del gruppo di Apollo. La DEAVA contrattacca con l'Aquarion, pilotato da Reika, una sfortunata Element sensitiva, Glen e Sirius, quest'ultimo fratello di Silvia e presunta incarnazione di Apollonius, ma l'automa viene sconfitto da un Soldato Cherubim, le sentinelle degli Angeli delle Tenebre: Glen rimane gravemente ferito e Reika, sconvolta, non è più in grado di combattere. Apollo, grazie alle sue facoltà Element, avverte un richiamo che lo porta all'interno del Vector Sol e lo istruisce su come effettuare la fusione: Apollo riesce così a combinare i tre Vector, ora pilotati da lui stesso, Silvia (che ha preso il posto di Reika) e Sirius, nella più potente delle tre configurazioni, il Solar Aquarion, e a distruggere con un colpo solo il soldato Cherubim. La Bestia Mietitrice, tuttavia, riesce a fuggire con gli umani catturati. |                   |                  |
| 2  | La bestia delle tenebre 「闇の獣」 - yami no kemono | 11 aprile 2005    | 21 febbraio 2006 |
| 2  | Ad Atlandia, l'angelo Otoha utilizza il prana dei prigionieri di Arc City per risvegliare il suo padrone, il potente angelo Toma, un tempo amante e compagno di Apollonius. Apollo, intanto, viene portato alla DEAVA e rinchiuso finché non sarà chiarita la sua reale identità. Rena, una misteriosa Element veggente paralizzata dalla vita in giù, viene incaricata dal comandante Gen Fudo di scoprire la verità: Fudo ritiene infatti che l'affinità mostrata dal ragazzo per l'Aquarion provi che Apollo sia una Bestia delle Tenebre, indicando con ciò il legame puramente istintivo di Apollo con l'automa, un legame talmente profondo che potrebbe effettivamente dimostrare che il ragazzo è Apollonius. Una Bestia Mietitrice scortata da un soldato Cherubim attacca una città; Sirius, Reika e Silvia contrattaccano, ma Reika, traumatizzata dalla battaglia ad Arc City, non è in grado di combattere. Durante l'attacco, Apollo percepisce il terrore della gente e Rena riesce a calmarlo infondendogli il proprio prana mordendolo sul collo, rivelandosi quindi una sorta di vampiro. Apollo, grazie all'infusione di prana, recupera temporaneamente i ricordi e la personalità di Apollonius; mandato a sostituire Reika grazie ad un sistema di teletrasporto che permette il rimpiazzo degli Element direttamente all'interno dei Vector, il ragazzo, assieme a Sirius e Silvia, effettua la fusione in Solar Aquarion e affronta il soldato Cherubim. Alla guida di quest'ultimo, tuttavia, c'è Toma in persona, sceso sulla Terra per ritrovare Apollonius. Lo sconvolgimento di Apollo è tale da paralizzare letteralmente l'Aquarion; infine, spronato da Toma, Apollo scatena tutto il proprio potere, radendo al suolo la città e costringendo Toma alla ritirata. |                   |                  |
| 3  | Element school 「エレメントスクール」 - eremento sukuru | 18 aprile 2005    | 28 febbraio 2006 |
| 3  | La DEAVA include ufficialmente Apollo tra gli Element, ma l'inserimento è molto difficile a causa del carattere rozzo e animalesco del ragazzo; Apollo, da parte sua, ha accettato di entrare alla DEAVA solo per poter pilotare l'Aquarion e salvare i suoi amici e pretende di fare tutto da solo, creando molti problemi soprattutto a Silvia e Sirius. Alla DEAVA arrivano altri due nuovi Element, la timida e impacciata Tsugumi Rosenmeier e l'esperto informatico Jun Lee, che vengono rispettivamente affidati a Reika e Sirius, incaricati di fare loro da mentori. Dopo una simulazione particolarmente disastrosa, Apollo capisce di stare sbagliando e inizia a domandarsi che cosa sia la "piena collaborazione" necessaria a pilotare l'Aquarion; Sophia, responsabile della formazione degli Element, gli consiglia di pensare a Baron. Silvia, Sirius e Reika vengono convocati per una missione; Apollo, non volendo essere escluso, s'intrufola a forza nel Vector Luna, pilotato da Silvia. Reika viene colpita, dovendo essere sostituita da Pierre, ma riesce a fare in tempo a scoprire il punto debole della Bestia Mietitrice e a comunicarlo ai compagni; collaborando, i quattro ragazzi si fondono nell'Aquarion Mars e usano come arma una spada generata dalla combinazione dei loro poteri. Sirius riesce a colpire il nemico, ma all'ultimo istante un soldato Cherubim aiuta la Bestia Mietitrice a varcare il portale per Atlandia, riuscendo a fuggire: la missione è fallita. Gli Element imparano così una dura lezione, capendo che se avessero collaborato realmente, come hanno fatto i nemici, avrebbero vinto. |                   |                  |
| 4  | Il guerriero scalzo 「はだしの戦士」 - hadashi no senshi | 25 aprile 2005    | 7 marzo 2006     |
| 4  | Apollo, rimasto scosso dall'ultima battaglia affrontata, riflette sulla propria amicizia con Baron: entrambi rimasti orfani nella Grande Catastrofe, i due legarono nel periodo in cui erano confinati in un campo profughi e in seguito scapparono insieme. Apollo, traumatizzato dagli eventi vissuti, aveva scordato il proprio nome e fu Baron a chiamarlo "Apollo", impressionato dalla sua energia. Con il passare del tempo, Apollo e Baron accolsero con loro altri ragazzi senza casa e presero a vagabondare di città in città, vivendo di ciò che riuscivano a procurarsi. Ad Atlandia, Toma espone a Johannes, capo degli Angeli delle Tenebre, il proprio piano: risvegliare completamente la potenza di Apollonius e servirsene per impollinare l'Albero della Vita, il mistico arbusto da cui nascono gli angeli, per ripopolare Atlandia. Fudo sottopone gli Element ad un bizzarro allenamento per migliorare l'equilibrio; poco dopo, Apollo, Pierre e Silvia vengono mandati in missione contro un soldato Cherubim con il potere di azzerare temporaneamente la gravità. Gli Element lo affrontano dapprima con l'Aquarion Mars, che tuttavia ha un baricentro troppo alto e risulta svantaggiato, e successivamente con il Solar Aquarion, più basso e stabile; tuttavia, i ragazzi non riescono nemmeno a stare in piedi. Ricordando quello che hanno appreso durante l'allenamento, gli Element riescono a trovare infine il modo di mantenere l'equilibrio e sconfiggono il nemico. |                   |                  |
| 5  | Il re del labirinto sotterraneo 「地下迷宮の王」 - chika meikyū no ō | 2 maggio 2005     | 14 marzo 2006    |
| 5  | Apollo decide di andare da solo a liberare Baron e si avventura nei meandri della base alla ricerca dei Vector; Fudo, informato della cosa, organizza un allenamento speciale che consiste proprio nel trovare il ragazzo. Gli Element si sparpagliano dunque nei cunicoli sotterranei della base, che tuttavia sono stati disseminati di trappole. Sirius fa coppia con Reika, pensando di sfruttare la proverbiale sfortuna della ragazza per rilevare le trappole, mentre Silvia finisce casualmente con Pierre; nessuno dei ragazzi, tuttavia, sembra comprendere il reale scopo dell'allenamento, ossia imparare a collaborare. Apollo, intanto, raggiunge l'hangar dove sono custoditi i Vector e s'imbatte in Fudo, che non tenta di fermarlo e lo sfida a dimostrare fin dove può arrivare da solo; il ragazzo parte dunque a bordo del Vector Sol, tallonato prontamente da Silvia sul Vector Luna e Pierre sul Vector Mars. Pierre e Silvia vengono richiamati per difendere una città sotto attacco da parte di alcune Bestie Mietitrici, questa volta scortate da un Mostro Leggendario, e Apollo si unisce a loro, deciso a farsi rivelare dal nemico la posizione di Atlandia; la mancanza di sintonia tra gli Element, però, rende impossibile la fusione. Silvia rischia di essere catturata, e Apollo, sgridato da Pierre, comprende di non essere il solo ad aver perso qualcuno a causa degli Angeli delle Tenebre; la presa di coscienza del ragazzo permette ai ragazzi di fondersi e sconfiggere il mostro, ma ancora una volta le Bestie Mietitrici riescono a fuggire. |                   |                  |
| 6  | I pensieri oltre l'orizzonte 「想い彼方へ」 - omoi kanata he | 9 maggio 2005     | 21 marzo 2006    |
| 6  | Fudo allena gli Element ad esercitare la portata dei rispettivi poteri: divisi a coppie, ognuno dei ragazzi deve riuscire a raggiungere il compagno assegnato, posto a un chilometro di distanza, con la sola forza del pensiero. Nessuno riesce a portare a termine il compito a causa della distanza, che tutti percepiscono eccessiva; soltanto Sirius e Silvia, concentrandosi rispettivamente su Reika e Apollo e allenandosi in segreto, riusciranno a farcela, ma per Silvia ciò sarà fonte di imbarazzo e turbamento, dal momento che non era Apollo il suo compagno designato e capisce che i suoi pensieri sono sempre più rivolti a lui. Toma sguinzaglia un soldato Cherubim a cui ha infuso il potere della Luna, ossia la capacità di essere irraggiungibile nonostante appaia a portata di mano; Apollo, Sirius e Silvia si combinano nell'Aquarion Luna, la configurazione più adatta al combattimento a distanza, ma non riescono comunque a colpirlo. Alla fine, Apollo comprende che la volontà non è soggetta al limite della distanza fisica: cambiando la configurazione nel Solar Aquarion, il ragazzo sferra quindi un pugno che si estende all'infinito, il Mugen Punch, riuscendo finalmente a colpire il soldato Cherubim e a farlo sfracellare sulla superficie della Luna. Mossa registrata: Pugno Infinito (Apollo estende all'infinito il braccio dell'Aquarion per colpire i nemici). |                   |                  |
| 7  | Il cavaliere della rosa scarlatta 「深紅の薔薇の騎士」 - shinku no bara no kishi | 16 maggio 2005    | 28 marzo 2006    |
| 7  | Sirius, sempre più turbato dalla possibilità di non essere Apollonius, inizia a chiudersi in se stesso e a dedicarsi sempre di più alla ricerca della bellezza, idealmente rappresentata dalla sua passione per le rose e la poesia. Toma, accorgendosi che gli umani sono capaci di apprezzare il fascino dell'effimero, manda all'attacco un Mostro Leggendario dall'aspetto di un perfetto decaedro con il potere di far emergere la bruttezza nell'animo di coloro che lo guardano. Apollo, Silvia e Sirius, mandati a combatterlo, vengono investiti dalla sua luce, che porta a galla i loro pensieri peggiori: Sirius affronta la propria invidia nei confronti di Apollo, che ormai tutti credono il vero Apollonius; Silvia, gelosa di Sirius, teme di perderlo, soprattutto ora che il fratello si sta avvicinando a Reika; Apollo, infine, si vede sbeffeggiato da tutti e ha paura di non riuscire a salvare Baron. I ragazzi riescono comunque a fondersi in Aquarion Mars, ma la potenza dei loro sentimenti negativi, amplificata dalla fusione, è tale che l'Aquarion rischia letteralmente d'implodere; fortunatamente, Reika riesce a mettersi in contatto con Sirius e a farlo tornare in sé. Sirius prende atto della propria gelosia e la sfrutta per aumentare il potere dell'Aquarion, riuscendo infine a distruggere il Mostro Leggendario; Toma, comunque, è soddisfatto perché è riuscito a piantare il seme della discordia tra i ragazzi. Mossa registrata: Gelosia Tramutata in Spada (Sirius concentra e trasforma la gelosia in una spada, con cui distrugge il mostro). |                   |                  |
| 8  | La prima fusione 「はじめてのがったい」 - hajimete no gattai | 23 maggio 2005    | 4 aprile 2006    |
| 8  | Tsugumi e Jun sono gli unici due Element a non essere ancora andati in missione e chiedono a Reika e Pierre dei consigli su come affrontare la prima fusione, creando una serie di divertenti equivoci. Tsugumi è particolarmente in ansia perché teme di non riuscire a controllarsi: ogni volta che Tsugumi si emoziona, infatti, il suo battito cardiaco accelera e provoca potenti esplosioni. Tsugumi ha sempre tenuto nascosto il proprio potere per timore di essere emarginata, come già accaduto quando era bambina, e quando finalmente viene convocata assieme ad Apollo e Jun per combattere un soldato Cherubim, la ragazza, terrorizzata, si nasconde, dovendo essere sostituita da Pierre. Il soldato Cherubim è provvisto di una corazza talmente resistente che nulla riesce a scalfirlo; Jun, utilizzando il proprio potere di psicografia, ovvero una sorta di proiezione mentale, scopre che il suo punto debole è all'interno. Il ragazzo, ricordando alcuni incidenti precedenti, intuisce la vera natura del potere di Tsugumi e la esorta a prendere parte alla battaglia; Tsugumi, alla fine, riesce a superare le proprie paure e sale a bordo, riuscendo così ad effettuare la sua prima fusione. Grazie alla psicografia, Jun invia il potere esplosivo di Tsugumi all'interno del soldato Cherubim, che viene distrutto. Mossa registrata: Bomba Psicografica a Proiezione Inversa (Jun proietta all'interno del nemico il potere esplosivo di Tsugumi). |                   |                  |
| 9  | Il sentiero dei sogni 「夢のかよひじ」 - yume no kayohiji | 30 maggio 2005    | 11 aprile 2006   |
| 9  | Toma invia un Mostro Leggendario in grado d'intrappolare le persone nel sonno, così da assorbirne il prana attraverso i sogni. Gli Element, dietro ordine di Fudo, si addormentano per individuare il nemico, ma vengono quasi tutti catturati; gli unici a riuscire a svegliarsi sono Apollo, Rena, Pierre, Silvia e Chloe, una Element telepate. Apollo, Pierre e Chloe vengono fatti riaddormentare all'interno dei Vector, in modo da amplificare i loro poteri e aiutarli a mantenere il controllo del sogno (ovvero di far sperimentare un sogno lucido): nel sogno, Apollo si trova a dover affrontare Sirius, manipolato dal Mostro Leggendario, ma scopre di non poterlo ferire perché ogni colpo inferto si ripercuote anche sul suo corpo fisico. Capendo così che sogno e realtà sono legati, Apollo, Pierre e Chloe riescono a far arrivare i Vector nel sogno e a fondersi nell'Aquarion; il Mostro Leggendario, tuttavia, ha il pieno controllo del mondo onirico e pare invincibile. Sirius riesce a liberarsi brevemente e a comunicare a Silvia che il potere dei sogni, e quindi anche del mostro, risiede nella Luna, che rappresenta il sigillo che separa il mondo reale dal sentiero dei sogni; la ragazza, allora, si stordisce per entrare nel mondo dei sogni e prende il posto di Chloe a bordo dell'Aquarion. Cambiata la configurazione in Aquarion Luna, Silvia scaglia una freccia contro la Luna, assorbendone il potere e utilizzandolo per colpire il Mostro Leggendario, che viene infine distrutto. Tutti coloro che erano rimasti intrappolati nei sogni possono svegliarsi, e tutto si conclude per il meglio. |                   |                  |
| 10 | Le stelle in cielo i fiori sulla terra 「空に星、地に花」 - sora ni hoshi, chi ni hana | 6 giugno 2005     | 18 aprile 2006   |
| 10 | In seguito ai ripetuti fallimenti di Toma, il bellicoso angelo Moroha decide di prendere in mano la situazione e realizza uno speciale soldato Cherubim in grado di sdoppiarsi con cui attaccare personalmente gli umani. Apollo, Silvia e Pierre vengono mandati ad affrontarlo: le differenze caratteriali tra i ragazzi, già enormi, divengono inconciliabili a causa di un duello di allenamento in cui Apollo è riuscito (slealmente) a sconfiggere Sirius, rifiutandosi da quel momento di prendere ordini da lui. La mancanza di collaborazione fra i ragazzi fa sì che Moroha riesca ad avere la meglio e Silvia rimane ferita; fortunatamente, un malfunzionamento del soldato Cherubim costringe Moroha alla ritirata. Apollo, pentito, si scusa a modo suo per l'accaduto, ma Sirius, furibondo, perde il controllo e lo picchia davanti a tutti. Moroha torna all'attacco e Silvia viene sostituita da Sirius; quest'ultimo, che a questo punto si è intestardito a sua volta nel voler fare tutto da solo, prende il controllo dell'Aquarion, ma non si accorge della presenza della sorella sul campo di battaglia e finisce quasi con l'ucciderla. Sconvolto, Sirius realizza di essersi comportato da immaturo e cede il comando ad Apollo. Alla fine, entrambi i ragazzi imparano a mettere da parte le proprie divergenze e riescono a combinare i propri poteri: la loro unione prende la forma di due attacchi sferrati in direzioni opposte, proprio come opposte sono le loro personalità, che colpiscono le due metà in cui si era diviso il nemico. Moroha viene così sconfitto ed è costretto a ritirarsi. Mossa registrata: Pugni Infiniti Trasversali (Apollo e Sirius prendono ognuno il controllo di un braccio dell'Aquarion e sferrano il Pugno Infinito in direzioni opposte). |                   |                  |
| 11 | La felicità sul fondo del lago 「水底のしあわせ」 - suitei noshiawase | 13 giugno 2005    | 25 aprile 2006   |
| 11 | Reika, frustrata dai suoi continui fallimenti a bordo dell'Aquarion, sente di essere sempre più perseguitata dalla sfortuna e decide di lasciare la DEAVA. La ragazza prende un treno che tuttavia si ritrova a passare sopra un lago infestato da un Mostro Leggendario; durante il passaggio del treno, il mostro si risveglia, provocando il crollo di parte del ponte. Reika, impossibilitata a fuggire, assiste all'arrivo di Apollo, Sirius e Silvia, mandati a combattere il mostro, ma la fusione fallisce e i tre precipitano nel lago, dove rimangono bloccati dal mostro. Apollo percepisce la presenza di Reika e la esorta ad usare il potere della sua sfortuna per aiutarli; Reika, resasi ormai conto che scappare è inutile, accetta e prende il posto di Sirius, espulso dal Vector Mars a causa di un malfunzionamento. Contro ogni previsione, Reika riesce a effettuare la fusione in Aquarion Mars e converte la propria sfortuna in un unico, micidiale colpo con cui distrugge il Mostro Leggendario, salvando una corriera piena di bambini che erano stati fatti prigionieri dal nemico; i bambini sono ancora vivi e Reika, salvandoli, riesce finalmente a trovare fiducia in se stessa. Rientrata alla DEAVA, Reika si reca a visitare Glen, ancora in coma in seguito alla battaglia di Arc City, ma scopre che è stato trasferito. Mossa registrata: Pugno dell'Abisso della Sfortuna (Reika concentra il potere della propria sfortuna in un pugno). |                   |                  |
| 12 | L'età dell'ambra 「琥珀の時」 - Kohaku no toki | 20 giugno 2005    | 2 maggio 2006    |
| 12 | La DEAVA recupera una piuma d'angelo racchiusa nell'ambra e risalente a dodicimila anni prima. Gli Angeli delle Tenebre utilizzano le piume per custodire ricordi e informazioni; ad Atlandia nessuno sa cosa contenga la piuma trovata dalla DEAVA, ma Toma si offre ugualmente di recuperarla. Alla DEAVA, Fudo proibisce all'intero personale di toccare la piuma; il divieto, prevedibilmente, scatena la curiosità di Apollo e Silvia e i due ragazzi s'intrufolano nel laboratorio dove essa è custodita. Non appena Apollo tocca la piuma, sulla schiena del ragazzo compaiono le cicatrici di due ali strappate; Silvia tocca i segni ed entrambi i ragazzi hanno una visione delle loro vite passate, precisamente del momento in cui Apollonius sacrificò le proprie ali per salvare Celiane. Dodicimila anni prima, durante la guerra tra umani e angeli, Apollonius fu catturato da Toma e condannato a morte per il suo tradimento. Celiane s'introdusse ad Atlandia per liberarlo, ma fu sorpresa da Moroha, che decise di ucciderla sotto gli occhi di Apollonius. Quest'ultimo, inchiodato ad una parete attraverso le ali, si precipitò in soccorso di Celiane e si parò davanti a lei appena in tempo per fermare Moroha; nel fare ciò, però, Apollonius si strappò le ali. I due amanti riuscirono a fuggire e da quel momento Celiane e Apollonius combatterono assieme utilizzando l'Aquarion, creato dallo stesso Apollonius utilizzando la tecnologia degli Angeli delle Tenebre. Apollo e Silvia vengono riportati al presente dall'allarme della DEAVA: Toma e Otoha, a bordo di un soldato Cherubim potenziato, stanno per attaccare la base. |                   |                  |
| 13 | Una lettera d'amore lunga 12.000 anni 「一万二千年のラブレター」 - ichiman nisen nen no rabureta | 27 giugno 2005    | 9 maggio 2006    |
| 13 | Apollo, Silvia e Pierre affrontano Toma e Otoha, ma la potenza del nemico è tale che la DEAVA è costretta a far rientrare l'Aquarion attraverso la barriera che protegge la base. Toma gioca d'astuzia offrendo ad Apollo la possibilità di liberare Baron, che l'angelo ha portato con sé rinchiuso in una gabbia; Apollo, ignorando l'ordine di non fare nulla per non compromettere l'integrità della barriera, crea una falla nello scudo e riesce a recuperare la cella di Baron. Si tratta però di una trappola: Toma fa infatti esplodere la gabbia, uccidendo Baron e distruggendo la barriera, cosa che sin dall'inizio era il suo vero obiettivo. Toma immobilizza l'Aquarion, inchiodandolo al suolo; esortato da Pierre, Apollo tira fuori tutta la propria rabbia e riesce a liberare l'Aquarion strappando le braccia dell'automa, danneggiando gravemente il Vector Sol. Apollo e Silvia abbandonano la battaglia per inseguire Toma, introdottosi nella base in cerca della piuma, e il loro posto viene preso da Reika e Tsugumi. Reika, con l'aiuto di Tsugumi, che le presta l'energia necessaria per stabilizzare la fusione, crea una configurazione ibrida tra l'Aquarion Luna e il Solar Aquarion chiamata Aquarion Soluna; Reika, Tsugumi e Pierre affrontano quindi Otoha mentre Apollo, Silvia e Sirius fronteggiano Toma, penetrato nel laboratorio. Toma rivela ad Apollo che Sirius e Silvia sono i discendenti di Apollonius e Celiane, cosa che li rende umani solo in parte; a riprova di ciò, i fratelli possiedono ciascuno un'ala angelica che nascondono sotto speciali bracciali. La discussione è interrotta da Otoha, la quale fa in modo che un colpo dell'Aquarion investa il laboratorio, distruggendo la piuma. Toma è comunque soddisfatto: la piuma, infatti, apparteneva a lui e conteneva il ricordo del suo amore per Apollonius, che Toma gli aveva inviato segretamente dodicimila anni prima nella speranza di farlo tornare con sé. Toma intendeva in ogni caso distruggere la piuma per evitare di essere accusato di tradimento e Otoha, che l'aveva intuito e si è resa quindi sua complice, viene ricompensata da Toma con un bacio. I due angeli fanno ritorno ad Atlandia mentre Apollo si dispera per la morte di Baron e Silvia e Sirius si rendono conto che il loro segreto, al contrario di quello di Toma, non è più al sicuro. |                   |                  |
| 14 | L'ombra luminosa 「光る影」 - hikaru kage | 4 luglio 2005     | 16 maggio 2006   |
| 14 | Silvia inizia ad essere confusa riguardo a ciò che prova per Apollo e si confida con Sofia; quest'ultima le fa comprendere che il loro legame sta diventando sempre più profondo, ma l'avvisa anche che i ricordi che Apollo ha acquisito attraverso la piuma potrebbero non essere autentici. Reika, Pierre e Jun sono alle prese con un soldato Cherubim invisibile; Jun, che grazie alla sua psicografia è il solo in grado di rilevare la posizione del nemico, viene messo in posizione di testa nell'Aquarion Mars, ma è ancora troppo inesperto e il nemico riesce ad annullare la fusione. I tre vengono sostituiti da Silvia, Sirius e Apollo, nel quale, in una sorta d'indecisione provocata dal dolore per la morte di Baron, sembrano ora convivere la sua personalità attuale e quella di Apollonius; Silvia è sempre più confusa, e quando il soldato Cherubim colpisce l'Aquarion, Apollo svanisce, coperto da un velo di oscurità che in realtà non è altro che la confusione che alberga nei cuori di chi si ostina a credere solo a ciò che può vedere con gli occhi. Silvia, alla fine, prende atto di quali sono i suoi sentimenti per Apollo e riesce a ritrovarlo; anche la confusione di Apollo svanisce, e i due ragazzi riescono infine a trovare e distruggere il soldato Cherubim. Mossa registrata: Pugno dell'Unione di Luce e Ombra (Apollo e Silvia uniscono i propri poteri in un pugno in grado d'infrangere qualsiasi barriera protettiva). |                   |                  |
| 15 | Il primo amore dell'Aquarion 「初恋のアクエリオン」 - hatsukoi no akuerion | 11 luglio 2005    | 23 maggio 2006   |
| 15 | Pierre riceve la notizia che la sua fidanzata Esperanza, che ha dovuto lasciare per arruolarsi nella DEAVA, sta per sposarsi con Lopez, fratello di Pierre; da quel momento, Pierre sviluppa una vera e propria "dipendenza da fusione" che in breve tempo lo porta sull'orlo del collasso. Il ragazzo viene dunque messo in isolamento e nel frattempo gli Element devono vedersela con un Mostro Leggendario che ha attaccato San José, città natale di Pierre: il mostro è costituito da due corpi indipendenti tra i quali l'essenza migra di continuo, rendendo impossibile sconfiggerlo. La battaglia si protrae talmente a lungo che tutti gli Element vengono chiamati, uno dopo l'altro, e la DEAVA si vede costretta addirittura a richiedere l'intervento di una squadra di piloti ausiliari. Fudo fa comprendere a Pierre che la sua dipendenza è provocata dal rifiuto del ragazzo di accettare la fine del suo grande amore e gli permette di combattere nonostante il fisico di Pierre sia compromesso al punto che quest'ultima fusione potrebbe costargli la vita. Pierre, al comando dell'Aquarion Mars, riesce a scaraventare nello spazio uno dei corpi del Mostro Leggendario, ma subito dopo, debilitato dallo sforzo, precipita in una sorta di catatonia. Alla vista di Esperanza, rimasta intrappolata assieme a Lopez, Pierre ritrova le forze: salvati entrambi, il ragazzo, grazie ad un colpo speciale, riesce a far schiantare i due corpi del mostro uno contro l'altro, distruggendoli definitivamente. A questo punto, Pierre, vedendo l'amata sana e salva, è finalmente in grado di lasciarla andare e, dopo averle augurato ogni bene, annulla la fusione. Mossa registrata: Attacco Rapido del Cuore Infranto (Pierre concentra la tristezza per la fine del suo amore in un attacco velocissimo). |                   |                  |
| 16 | Lo specchio nero 「黒い鏡」 - kuroi kagami | 18 luglio 2005    | 30 maggio 2006   |
| 16 | I ragazzi iniziano a sospettare che Rena sia un vampiro e una nemica; soltanto Apollo e Silvia rimangono convinti che si tratti di un malinteso. I dubbi degli Element paiono confermati quando Apollo, Silvia e Jun si ritrovano ad affrontare un Mostro Leggendario che pare essere nient'altri che Rena stessa; Apollo, tuttavia, capisce che si tratta di un'impostora e ed esorta la vera Rena a farsi vedere. Rena avverte il richiamo di Apollo e si teletrasporta a bordo del Vector Sol, prendendo parte alla fusione in Aquarion. Apollo, in segno di amicizia, offre alla ragazza il proprio sangue, così da darle la forza di sconfiggere il nemico; l'idea ha buon esito e Rena, potenziata dal prana di Apollo e con l'aiuto di Silvia, distrugge il Mostro Leggendario. Mentre si dissolve, il mostro assume la propria vera forma, in realtà indefinita: si tratta infatti di un essere che assume l'aspetto di ciò che più spaventa l'avversario, e i ragazzi erano talmente terrorizzati da Rena che il mostro ha finito con il riflettere la loro paura, proprio come uno specchio. Tornata la calma, Rena si confida finalmente con i compagni: oltre a possedere la facoltà Element della veggenza, la ragazza ha il potere di assorbire e rilasciare prana attraverso il proprio morso. Lei stessa ha bisogno di nutrirsi di prana per poter vivere e queste periodiche infusioni, oltre a tenerla in vita e a renderla pressoché immortale, le conferiscono poteri ulteriori quali la levitazione, la telepatia e il teletrasporto. Ora che è tutto chiarito, i ragazzi sono più uniti che mai e si ripromettono di non lasciarsi mai più sconfiggere dalla paura. |                   |                  |
| 17 | La fusione per poter mangiare 「食べたくて合体」 - tabetakute gattai | 25 luglio 2005    | 6 giugno 2006    |
| 17 | Silvia, Reika e Tsugumi, terrorizzate all'idea d'ingrassare, si mettono a dieta. Futaba, un dispettoso angelo bambino, decide di approfittarne e invia una miriade di microscopici Mostri Leggendari che consumano tutte le provviste della DEAVA e persino le riserve di cibo nelle città circostanti. Una settimana dopo, la popolazione è allo stremo, e Fudo incarica gli Element di scovare i Mostri Leggendari responsabili della carestia: Silvia, Reika e Tsugumi, che più di tutti rimpiangono la mancanza di cibo, si offrono volontarie. Le ragazze si fondono nell'Aquarion per avere sufficiente potenza per rilevare i microscopici nemici, ma sono talmente indebolite dalla fame da non riuscire a pilotare; Fudo ricorda loro che il digiuno ha la capacità di aumentare le percezioni e che quindi possono trovare i Mostri Leggendari attraverso l'olfatto. Le ragazze, aiutate da Apollo, il cui potere Element consiste proprio nell'eccezionale sviluppo dei sensi, riescono in tal modo a trovare e colpire i mostri, ma questi ultimi attaccano e divorano l'Aquarion. Tutto sembra perduto, ma Rena, grazie al potere della propria voce, riesce a fare in modo che l'Aquarion si fonda con la natura: un grande albero cresce assorbendo i Mostri Leggendari e le sue radici forniscono nutrimento all'Aquarion, che così si rigenera. Mossa registrata: Freccia Esplosiva della Fame (Silvia, Tsugumi e Reika concentrano la frustrazione provocata dal senso di fame in una freccia) |                   |                  |
| 18 | Costume player dell'anima 「魂のコスプレイヤー」 - tamashii no kosupureiya | 1º agosto 2005    | 13 giugno 2006   |
| 18 | Fudo sottopone i ragazzi ad un allenamento per migliorare la comprensione reciproca, necessaria a sfruttare al meglio i poteri dell'Aquarion: gli Element, divisi a coppie, dovranno immedesimarsi nel compagno di squadra che detestano di più. Jun, appassionato di cosplay, prepara per i compagni costumi adatti, così da aiutarli nell'immedesimazione, creando un divertente gioco d'imitazione che tuttavia rimane solo esteriore: per capire una persona, infatti, non basta imitarne l'atteggiamento o il modo di vestire. Un attacco interrompe l'allenamento: si tratta di tre Mostri Leggendari che copiano aspetto e capacità dei tre Vector, incluso il potere di fondersi. I nemici vengono affrontati da Apollo e Sirius, che s'immedesimano l'uno nell'altro, e da Silvia, che invece imita Reika; i tre, tuttavia, non riescono ad effettuare la fusione. Alla fine, i ragazzi capiscono che è impossibile imitare alla perfezione una persona perché ogni anima è diversa dall'altra e il vero potere dell'immedesimazione è trovare negli altri ciò che completa se stessi. Forti di questa consapevolezza, Apollo, Sirius e Silvia si fondono nel Solar Aquarion, e la fusione stavolta è talmente potente che l'Aquarion riesce a sferrare un triplo attacco che trae origine da ognuno dei tre ragazzi e annienta i tre Vector fasulli. Mossa registrata: Pugni Infiniti Extra 3D (triplo attacco composto dal pugno di Apollo, la freccia di Silvia e la spada di Sirius che si estendono in tre direzioni differenti). |                   |                  |
| 19 | Uno scherzo innocente 「けがれなき悪戯」 - kegarenaki itazura | 8 agosto 2005     | 20 giugno 2006   |
| 19 | Futaba, utilizzando il potere di una piuma di Apollonius, intrappola Apollo, Silvia, Reika e Sirius in una dimensione illusoria disegnata in modo infantile e si diverte a confondere i ragazzi. Apollo scopre che il nucleo di quella dimensione è un Mostro Leggendario dall'aspetto di una torre (simile alla torre di Babele) e vi si reca per distruggerla, ma viene bloccato dalla proiezione di Chibiko, una bambina sua amica fatta prigioniera ad Arc City, che cerca di farlo dubitare di se stesso; parallelamente, Silvia e Sirius sono alle prese con una visione di Toma che li perseguita, confondendoli. Futaba, infatti, nel suo gioco innocente è davvero curioso di sapere che cosa sono gli esseri umani e vuole forzare i ragazzi a rispondergli; alla fine, Apollo ammette di non conoscere il significato dell'essere umano e ciò indebolisce il controllo di Futaba, permettendo all'Aquarion, pilotato da Sirius, Silvia e Reika, di contrattaccare. Ripreso il controllo della situazione, i ragazzi distruggono la torre, potendo così tornare nel mondo reale. La piuma di Apollonius, però, è ancora intatta e Futaba decide di usarla per nuovi giochi. Mossa registrata: Spada della Ricerca della Verità (Sirius, Apollo, Silvia e Reika concentrano in una spada il potere dei propri dubbi). |                   |                  |
| 20 | Il suono delle ali degli angeli 「天翅の翅音」 - tenshi no shion | 15 agosto 2005    | 27 giugno 2006   |
| 20 | Futaba continua a divertirsi con la piuma di Apollonius e, manovrando i soldati Cherubim come giocattoli, attacca una città: essendo ancora un bambino, infatti, Futaba non è in grado di gestire la propria forza né di comprendere che la guerra non è un gioco. La DEAVA ultima un sistema di cattura progettato per intrappolare gli Angeli delle Tenebre e Apollo, Silvia e Sirius ricevono l'ordine di spedire Futaba al suo interno; Silvia e Sirius, rendendosi conto di aver a che fare con un bambino, vorrebbero catturarlo senza fargli del male, ma Apollo, ancora affranto e furioso per la morte di Baron, è determinato ad ucciderlo. Silvia e Sirius riescono a farlo ragionare e Apollo, alla fine, sceglie di limitarsi a "sgridare" Futaba spedendolo con un ceffone all'interno del sistema di cattura, riuscendo così ad intrappolarlo; tutto sembra risolversi per il meglio, ma tutti gli Element sono rimasti profondamente scossi dall'accaduto. Futaba viene rinchiuso in un centro ricerca per essere analizzato e Apollo, Sirius e Silvia continuano a sentire il suo pianto e le sue grida terrorizzate. Alla fine, il piccolo angelo muore a causa di un laser che gli amputa le ali, provocandogli un tale dolore da ucciderlo sul colpo; la sua morte viene avvertita da tutti gli Element e anche dagli Angeli delle Tenebre, che piangono addolorati la perdita del loro bambino. Furioso, Toma crea un potentissimo soldato Cherubim oscuro e si prepara a vendicare Futaba. Mossa registrata: Pugno Infinito di Rimprovero (variante del Mugen Punch con cui Apollo, anziché sferrare un pugno, molla uno schiaffo). |                   |                  |
| 21 | La via rossa 「紅い道」 - akai michi | 22 agosto 2005    | 4 luglio 2006    |
| 21 | Sirius ha un sogno ricorrente in cui, guidato da una voce misteriosa, percorre una via rossa che conduce al cielo e sente sempre di più il desiderio di rispondere al richiamo. Toma, a bordo del soldato Cherubim oscuro, attacca con l'apparente intenzione di portare via con sé Apollo, ormai ritenuto da tutti il vero Apollonius; l'angelo viene affrontato da Sirius, al comando dell'Aquarion Mars, ma il ragazzo avverte nuovamente il richiamo della via rossa, che ora capisce provenire proprio da Toma. Dietro ordine di Fudo, Silvia viene sostituita da Reika e Sirius pare ritrovare la lucidità, riuscendo infine a ferire il soldato Cherubim; dal corpo del nemico fuoriesce uno spruzzo di sangue che assume la forma della via rossa, conducendo ad un portale per Atlandia. Sirius è tentato di attraversarlo e la sua indecisione rompe la fusione, ma il ragazzo è frenato da Reika, per la quale prova chiaramente qualcosa. Sirius, in un gesto simbolico che rivela i suoi sentimenti per lei, le tende la mano; in quel momento, però, per effetto del potere della via rossa, la sua ala diventa visibile e Reika, colta di sorpresa, ha un attimo di esitazione e si tira indietro. Sirius, deluso, sente di non avere più nulla a trattenerlo e, a bordo del Vector Mars, tradisce la DEAVA e tutti i suoi compagni e scompare oltre il portale per Atlandia. |                   |                  |
| 22 | Le ali invisibili 「見えない翼」 - mienai tsubasa | 29 agosto 2005    | 11 luglio 2006   |
| 22 | Il tradimento di Sirius ha lasciato sconvolti i ragazzi, in particolare Silvia e Reika; l'accaduto, inoltre, sembra confermare che la vera incarnazione di Apollonius è in realtà Sirius, non Apollo. Fudo rivela a Sophia che la base della DEAVA è stata costruita sopra le rovine di Shangri-La, l'antica capitale del regno degli umani, fondata dodicimila anni prima da Celiane e Apollonius: per trovarla e recuperare le straordinarie tecnologie in essa sviluppate, tra cui l'Aquarion, i capi della DEAVA hanno massacrato l'intera famiglia di Silvia e Sirius. I due ragazzi, in quanto discendenti diretti di Apollonius e Celiane, sono gli ultimi eredi al trono di quell'antico regno e la DEAVA li ha lasciati in vita per sfruttare il potere delle loro ali, che di fatto li rende gli Element più potenti attualmente esistenti: né Silvia né Sirius conoscono infatti la verità sulla morte dei genitori. Sirius, a bordo del Vector Mars, attacca la DEAVA per portare Silvia via con sé e viene contrastato da Apollo e Reika; con orrore di tutti, Sirius si rivela capace di effettuare la fusione con un soldato Cherubim, dando così vita al Cherubim Mars. Apollo e Reika, senza il contributo del Vector Mars, non possono fondersi e vengono facilmente sconfitti. L'attacco viene tuttavia interrotto dall'arrivo di tre Vector di colore grigio creati dall'esercito in collaborazione con la DEAVA: le navicelle si fondono in una versione potenziata dell'Aquarion e danno battaglia. A differenza dell'Aquarion originale, questo Aquarion non è manovrato da tre Element, ma da un unico pilota: si tratta di Glen, potenziato dalle piume di Futaba, impiantate nel suo occhio destro. |                   |                  |
| 23 | Le ali effimere 「翼、儚く」 - Tsubasa, hakanaku | 5 settembre 2005  | 18 luglio 2006   |
| 23 | Sirius e Glen si affrontano: Glen, grazie alle piume di Futaba, che amplificano le sue facoltà Element, è in grado di ricombinare ripetutamente l'Aquarion potenziato ad una tale velocità da spiazzare Sirius, tenendogli testa, ma ha completamente perduto ogni emozione umana. Sirius, sfruttando il potere della sua ala, evoca Silvia a bordo del Vector Omega, versione potenziata del Vector Mars, sciogliendo la fusione dell'Aquarion di Glen. Senza la fusione, anche Glen è vulnerabile e Sirius riesce a metterlo fuori gioco; il ragazzo cerca quindi di convincere Silvia a seguirlo ad Atlandia, ma Apollo trattiene Silvia effettuando una sorta di fusione forzata: il risultato, che combina il Vector Omega con il Vector Sol e il Vector Luna, è un ibrido chiamato Aquarion Angel. Sirius, a bordo del Cherubim Mars, tenta ancora una volta di indurre la sorella ad andare con lui rammentandole che le loro ali li rendono due metà di un unico essere e sbeffeggiando crudelmente i suoi vecchi compagni della DEAVA; Silvia, amareggiata dall'arroganza del fratello, che ormai non riconosce più, sceglie invece di restare. La ragazza concentra la propria tristezza in una spada e, con una manovra astuta e sfruttando il potere della propria ala, riesce a colpire il Cherubim Mars, spezzando la fusione; Sirius è così costretto a ritirarsi. Mossa registrata: Spada Angelica della Tristezza (Silvia crea una spada in cui infonde la propria tristezza e il potere della propria ala, riuscendo a manovrarla a distanza). |                   |                  |
| 24 | La porta del cielo 「天空のゲート」 - tenkū no geto | 12 settembre 2005 | 25 luglio 2006   |
| 24 | L'Albero della Vita è ormai cresciuto a dismisura e inizia a produrre minuscoli Mostri Leggendari simili a fiocchi di neve che cadono sul mondo: tutti coloro che ne vengono colpiti perdono i sensi e i mostri germogliano sui loro corpi, generando piantine che risucchiano il prana e lo trasmettono direttamente ad Atlandia. Gli Angeli delle Tenebre non sono quindi più costretti a cacciare direttamente gli esseri umani e il solo modo per fermarli è raggiungere Atlandia attraverso uno dei portali utilizzati dai Mostri Leggendari, così da distruggerli una volta per tutte. La battaglia finale è imminente, e ai ragazzi viene concesso del tempo da trascorrere con i propri cari: Apollo e Silvia hanno un momento romantico che tuttavia viene interrotto da Sirius, il quale rapisce la sorella e la porta ad Atlandia. I Mostri Leggendari attaccano la DEAVA; il vicecomandante Jean-Jerome George, a cui Fudo ha lasciato temporaneamente il comando, rivela a questo punto ai ragazzi che l'esercito ha creato un gran numero di Vector potenziati e si sta preparando ad attaccare Atlandia. I ragazzi vogliono salvare Silvia prima che sia troppo tardi, e Jerome, prima di soccombere all'attacco dei mostri, concede loro di partire. Apollo, Reika e Tsugumi (quest'ultima a bordo del Vector Omega, che sostituisce il Vector Mars) tentano di aprire uno dei portali, ma nulla sembra in grado di infrangerne la barriera; la porta del cielo verrà infine aperta da Tsugumi grazie al potere del proprio amore per tutti gli amici della DEAVA, un sentimento che, come spiegato dalla stessa Tsugumi, non conosce limiti. Il passaggio si apre e i Vector dell'esercito ne approfittano per raggiungere Atlandia; ormai rimane poco tempo, e Apollo, Reika e Pierre, che ha preso il posto di una Tsugumi esausta e non più in grado di combattere, si precipitano a salvare Silvia. Mossa registrata: Luce Infinita dell'Affetto Fraterno Esplosivo (Tsugumi usa il potere dell'amore per aprire il portale per Atlandia). |                   |                  |
| 25 | La battaglia finale, Atlandia! 「決戦!!アトランディア」 - kessen!! atorandeia | 19 settembre 2005 | 1º agosto 2006   |
| 25 | I Vector dell'esercito, comandati da Glen, bombardano Atlandia e vengono contrastati da Moroha, che distrugge buona parte dei Vector e attacca Apollo, Reika e Pierre; alla vista di Reika in pericolo, Glen torna in sé e, a bordo dell'Aquarion potenziato, affronta Moroha per dare modo agli amici di raggiungere l'Albero della Vita e liberare Silvia e gli altri prigionieri. Moroha, tuttavia, è troppo potente e Glen è infine costretto ad autodistruggere il proprio Aquarion, uccidendo l'angelo e morendo a sua volta. Sirius, a bordo del Cherubim Mars, affronta l'Aquarion pilotato da Apollo, Reika e Pierre e costringe Silvia ad assistere; lo scontro viene interrotto da Toma, che immobilizza l'Aquarion e riesce a risvegliare in Apollo i ricordi di Apollonius. Toma rivela poi una sconvolgente verità: l'anima di Apollonius è in realtà contenuta nell'Aquarion stesso, rendendo quindi Apollo solo un tramite, e sia Silvia che Sirius sono l'incarnazione di Celiane. Silvia, in particolare, ha ereditato i bei ricordi dell'amore tra la principessa e Apollonius, mentre Sirius ha in sé la parte oscura di Celiane, spiegando perché non abbia alcuna memoria della propria vita passata. Toma ha voluto fargli credere di essere Apollonius al solo scopo di fargli provare lo stesso dolore che soffrì lui quando Apollonius lo tradì per amore di Celiane e ora si appresta a portare a termine la sua vendetta uccidendo entrambe le incarnazioni dell'odiata rivale: Otoha tenta di uccidere Silvia, che tuttavia riesce a liberarsi e a ferirla mortalmente grazie al potere della sua ala, mentre Toma trafigge Sirius. |                   |                  |
| 26 | Il giorno in cui il mondo ha inizio 「世界のはじまりの日」 - sekai no hajimari no nichi | 26 settembre 2005 | 8 agosto 2006    |
| 26 | Apollo riesce a liberarsi e, assieme a Reika, effettua la fusione con Sirius, espulso dal soldato Cherubim, nel Solar Aquarion: l'energia scaturita dalla fusione guarisce in parte la ferita di Sirius, tenendolo in vita. Il ragazzo, pentito per tutto ciò che ha fatto, aiuta Apollo e Reika a combattere contro Toma; nel duello che segue, dall'Aquarion inizia a sprigionarsi il potere di Apollonius, che si riversa sull'Albero della Vita, impollinandone i fiori. L'albero s'ingigantisce e ingloba Johannes e gli altri Angeli delle Tenebre, che si lasciano assorbire per contribuire con la propria energia; il potere dell'Aquarion, tuttavia, si rivela insufficiente e l'Albero della Vita inizia a morire, cosa che comporterà la distruzione del mondo intero, essendo le sue radici la fonte della vita stessa del pianeta. Tutto sembra perduto, ma l'anima di Apollonius rivela che per completare la fusione e far recuperare all'Aquarion tutto il proprio potere è necessario il contributo di un Angelo delle Tenebre, come lo era lo stesso Apollonius malgrado si fosse strappato le ali; Toma, allora, prende il posto di Reika sul Vector Luna e tenta di indurre Apollo e Sirius a fondersi con lui, ma i due ragazzi non sono disposti a perdonarlo per tutto quello che ha fatto e i tre finiscono per combattere tra loro. Nel frattempo, Reika, Pierre e Rena, riuscita a teletrasportarsi fino ad Atlandia, a bordo di un Aquarion Alpha combattono contro Otoha per dare modo a Silvia di raggiungere Apollo, Sirius e Toma e alla fine, dopo una dura battaglia, riescono ad eliminare l'angelo una volta per tutte. Grazie a Silvia, che li fa rinsavire, Apollo, Sirius e Toma riescono ad effettuare la fusione e uniscono l'Aquarion alle radici dell'Albero della Vita, rigenerandolo e sacrificandosi per salvare l'intero pianeta. L'episodio si chiude con l'ultima registrazione dell'Aquarion, che mostra il titolo della puntata e la descrizione Hope To be Continued. Mossa registrata: Pugno della Fusione Infinita (Apollo, Toma e Sirius fondono l'Aquarion con l'Albero della Vita). |                   |                  |

## Temi musicali
La colonna sonora dell'anime è stata composta da Yōko Kanno.
Sigla iniziale
1. Sousei no Aquarion Cantata da Akino Kawamitsu (Episodi 2-17)
2. Go Tight! Cantata da Akino Kawamitsu (Episodi 18-25)

Sigla finale
1. Omna Magni Cantata da Yui Makino (Episodi 2-13,15-24)
2. Kouya no Heath (La Brughiera del Deserto) Cantata da Akino Kawamitsu (Episodio 14)
3. Celiane Cantata da Gabriela Robin (Episodio 25)

Altri Temi
1. Genesis of Aquarion Cantata da Akino Kawamitsu (Episodio 26)

Sigla Italiana
1. Aquarion Cantata da Santo Verduci, con musica e arrangiamenti a cura di ADJ (trasmessa a luglio 2010 per le repliche sul canale televisivo Telemilano - Più Blu)

## Manga
Nel 2006 (durante la prima trasmissione della serie su MTV) è uscito in Italia nella collana Manga Graphic Novel della Planet Manga l'edizione italiana del manga Aquarion - La leggenda del futuro che consiste in un volume autoconclusivo scritto dal regista dell'anime Shoji Kawamori e illustrato da Masamune Takahashi dedicato alle vicende dei piloti ausiliari